# Весела Поляна (Курська область)
Весела Поляна (рос. Веселая Поляна) — хутір в Льговському районі Курської області Російської Федерації.
Населення становить 16 осіб. Входить до складу муніципального утворення Вишньодеревенська сільрада.

## Історія
Населений пункт розташований на території українського етнічного та культурного краю Східна Слобожанщина.
Від 2004 року входить до складу муніципального утворення Вишньодеревенська сільрада.

## Населення
| 2002 | 2010 |
| ---- | ---- |
| 22   | ↘16  |